# Marcel Gacia
Pas d'image ? Cliquez ici

a Compétitions nationales et continentales officielles uniquement.

b Matchs officiels uniquement.
Marcel Gacia, né le 21 avril 1924 à Olonzac et mort le 1er novembre 2013 à Perpignan, est un joueur de rugby à XIII international français, évoluant au poste de talonneur ou de deuxième ligne.

## Palmarès
- Collectif : 
  - Vainqueur du Championnat de France : 1950, 1952 et 1953 (Carcassonne).
  - Vainqueur de la Coupe de France : 1951 et 1952 (Carcassonne).
  - Finaliste du Championnat de France : 1948 et 1949[1] (Carcassonne).
  - Finaliste de la Coupe de France : 1948[1], 1949[1] (Carcassonne) et 1954 (XIII Catalan).

### En sélection

#### Détails en sélection
| Matchs internationaux de Marcel Gacia | Matchs internationaux de Marcel Gacia | Matchs internationaux de Marcel Gacia | Matchs internationaux de Marcel Gacia | Matchs internationaux de Marcel Gacia | Matchs internationaux de Marcel Gacia | Matchs internationaux de Marcel Gacia | Matchs internationaux de Marcel Gacia | Matchs internationaux de Marcel Gacia | Matchs internationaux de Marcel Gacia | Matchs internationaux de Marcel Gacia | Matchs internationaux de Marcel Gacia |
|                                       | Date                                  | Adversaire                            | Résultat                              | Compétition                           | Poste                                 | Points                                | Essais                                | Pen.                                  | Drops                                 |                                       |                                       |
| ------------------------------------- | ------------------------------------- | ------------------------------------- | ------------------------------------- | ------------------------------------- | ------------------------------------- | ------------------------------------- | ------------------------------------- | ------------------------------------- | ------------------------------------- | ------------------------------------- | ------------------------------------- |
| sous les couleurs de la France        |                                       |                                       |                                       |                                       |                                       |                                       |                                       |                                       |                                       |                                       |                                       |
| .                                     | 22 mai 1952                           | Grande-Bretagne                       | 22-12                                 | Test match                            | Talonneur                             | -                                     | -                                     | -                                     | -                                     |                                       |                                       |